# Rally de Ypres
El Rally de Ypres, oficialmente Ardeca Ypres Rally, es una carrera de rally que se disputa anualmente en los alrededores de la ciudad de Ypres, Bélgica, por lo general en el último fin de semana de junio desde el año 1965. Fue una de las fechas clásicas del Campeonato de Europa de Rally y de 2006 a 2012 formó parte también del Intercontinental Rally Challenge siendo la única prueba, junto al Rally de San Remo, que entró en el calendario en sus siete años de existencia de dicho certamen. La prueba recibió el nombre de 24 Horas de Ypress hasta 1997 que adquirió el nombre Belgium Ypres Westhoek Rally adaptando posteriormente el nombre sobre la base de su patrocinador principal. La organización de la prueba lleva a cabo también desde el año 1993 el Ypres Historic Rally, prueba puntuable desde 2012 para el Campeonato de Europa de Rally Históricos.
El rally ha contado a lo largo de su existencia con la participación de pilotos extranjeros como Walter Röhrl, que logró la victoria en 1976, Tony Pond vencedor en 1978 y 1980, Massimo Biasion ganador en 1983, Henri Toivonen que venció en 1984, Jean Ragnotti ganador en 1985 o Jimmy McRae que también venció en 1987. En la década de 1990 los pilotos belgas vencieron en todas sus ediciones, con predominio de Patrick Snijers y Freddy Loix. En los años 2000 de nuevo los pilotos de fuera lograron ganar, los italianos Giandomenico Basso y Luca Rossetti se llevaron el triunfo en 2006 y 2007 respectivamente y posteriormente también los hizo Kris Meeke en 2009 y el finés Juho Hänninen en 2012.
El piloto que más veces ha ganado en esta prueba es el belga Freddy Loix con diez triunfos, seguido por sus compatriotas Gilbert Staepelare, Robert Droogmans y Patrick Snijers con cuatro victorias cada uno.

## Palmarés

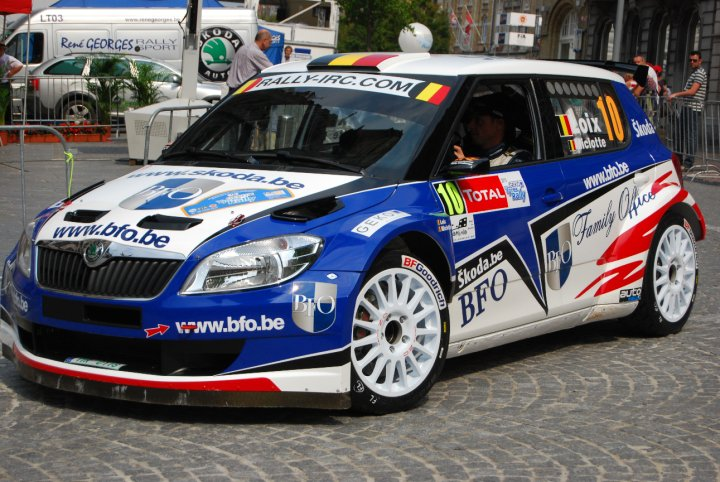
Freddy Loix con el Škoda Fabia S2000 es el piloto con más victorias en la prueba con diez.

| Año         | Edición                             | Piloto                    | Copiloto             | Automóvil                 | Series   |
| ----------- | ----------------------------------- | ------------------------- | -------------------- | ------------------------- | -------- |
| 1965        | 1. Inter-Stallen-Critérium          | Jean Pierre Vandermeersch | R. Roegiers          | Austin Mini               |          |
| 1966        | 2. 12 Uren van Ieper                | Hubert Saelens            | F. Moens             | Lotus Elan                |          |
| 1967        | 3. 12 Uren van Ieper                | "Hervé"                   | Declerck             | Lotus Elan                |          |
| 1968        | 4. 12 Uren van Ieper                | "Vandyck"                 | Eric Symens          | BMW 2002                  |          |
| 1969        | 5. 12 Uren van Ieper                | Gilbert Staepelare        | André Aerts          | Ford Cortina              |          |
| 1970        | 6. 12 Uren van Ieper                | Gilbert Staepelare        | André Aerts          | Ford Escort               |          |
| 1971        | 7. 12 Uren van Ieper                | "Pedro"                   | "Jimmy"              | BMW 2002                  |          |
| 1972        | 8. 12 Uren van Ieper                | Gilbert Staepelare        | André Aerts          | Ford Escort               |          |
| 1973        | 9. 12 Uren van Ieper                | "Pedro"                   | "Jimmy"              | BMW 2002                  |          |
| 1974        | 10. 2x12 Uren van Ieper             | Gilbert Staepelare        | André Aerts          | Ford Escort               |          |
| 1975        | 11. 24 Uren van Ieper               | Bernard Mordacq           | J.L. Bret            | Porsche 911               |          |
| 1976        | 12. 24 Uren van Ieper               | Walter Röhrl              | Willi-Peter Pitz     | Opel Kadett               |          |
| 1977        | 13. 24 Uren van Ieper               | Bernard Darniche          | Alain Mahé           | Lancia Stratos            |          |
| 1978        | 14. Ypres 24 Hours Rally            | Tony Pond                 | Fred Gallagher       | Triumph TR8               |          |
| 1979        | 15. Ypres 24 Hours Rally            | Bernard Béguin            | Jean-Jacques Lenne   | Porsche 911               |          |
| 1980        | 16. 24 Heures d'Ypres               | Tony Pond                 | Fred Gallagher       | Triumph TR7               | ERC      |
| 1981        | 17. 24 Heures d'Ypres               | Jean-Claude Andruet       | Denise Emanuelli     | Ferrari 308 GTB           |          |
| 1982        | 18. 24 Heures d'Ypres               | Marc Duez                 | Willy Lux            | Porsche 911               |          |
| 1983        | 19. 24 Heures d'Ypres               | Massimo Biasion           | Tiziano Siviero      | Lancia 037                |          |
| 1984        | 20. 24 Heures d'Ypres               | Henri Toivonen            | Ian Grindrod         | Porsche 911 SC            |          |
| 1985        | 21. 24 Heures d'Ypres               | Jean Ragnotti             | Pierre Thimonier     | Renault 5 Maxi Turbo      |          |
| 1986        | 22. 24 Heures d'Ypres               | Robert Droogmans          | Ronny Joosten        | Ford RS200                |          |
| 1987        | 23. 24 Heures d'Ypres               | Jimmy McRae               | Ian Grindrod         | Ford Sierra RS Cosworth   |          |
| 1988        | 24. 24 Heures d'Ypres               | Robert Droogmans          | Ronny Joosten        | Ford Sierra RS Cosworth   |          |
| 1989        | 25. 24 Heures d'Ypres               | Robert Droogmans          | Ronny Joosten        | Ford Sierra RS Cosworth   |          |
| 1990        | 26. 24 Heures d'Ypres               | Robert Droogmans          | Ronny Joosten        | Lancia Delta Integrale    |          |
| 1991        | 27. 24 Heures d'Ypres               | Patrick Snijers           | Dany Colebunders     | Ford Sierra Cosworth 4x4  |          |
| 1992        | 28. 24 Heures d'Ypres               | Patrick Snijers           | Dany Colebunders     | Ford Sierra Cosworth 4x4  |          |
| 1993        | 29. 24 Heures d'Ypres               | Patrick Snijers           | Dany Colebunders     | Ford Escort RS Cosworth   |          |
| 1994        | 30. 24 Heures d'Ypres               | Patrick Snijers           | Dany Colebunders     | Ford Escort RS Cosworth   |          |
| 1995        | 31. 24 Heures d'Ypres               | Renaud Verreydt           | Jean-Manuel Jamar    | Toyota Celica GT-Four     |          |
| 1996        | 32. 24 Heures d'Ypres               | Freddy Loix               | Sven Smeets          | Toyota Celica GT-Four     |          |
| 1997        | 33. Belgium Ypres Westhoek Rally    | Freddy Loix               | Sven Smeets          | Toyota Celica GT-Four     |          |
| 1998        | 34. Belgium Ypres Westhoek Rally    | Freddy Loix               | Sven Smeets          | Toyota Corolla WRC        | ERC      |
| 1999        | 35. Belgium Ypres Westhoek Rally    | Freddy Loix               | Sven Smeets          | Mitsubishi Carisma        |          |
| 2000        | 36. Belgium Ypres Westhoek Rally    | Henrik Lundgaard          | Jens-Christian Anker | Toyota Corolla WRC        | ERC      |
| 2001        | 37. Ypres Westhoek Rally            | Peter Tjsoen              | Steven Vergalle      | Toyota Corolla WRC        | ERC      |
| 2002        | 38. Ypres Westhoek Rally            | Bruno Thiry               | Stéphane Prévot      | Peugeot 206 WRC           | ERC      |
| 2003        | 39. Ypres Westhoek Rally            | Bruno Thiry               | Jean-Marc Fortin     | Peugeot 206 WRC           | ERC      |
| 2004        | 40. Belgium Ypres Westhoek Rally    | Larry Cols                | Filip Goddé          | Renault Clio S1600        | ERC      |
| 2005        | 41. Belgium Ypres Westhoek Rally    | Kris Princen              | Dany Colebunders     | Renault Clio S1600        | ERC      |
| 2006        | 42. Belgium Ypres Westhoek Rally    | Giandomenico Basso        | Mitia Dotta          | Abarth Grande Punto S2000 | ERC, IRC |
| 2007        | 43. Belgium Ypres Westhoek Rally    | Luca Rossetti             | Matteo Chiarcossi    | Peugeot 207 S2000         | ERC, IRC |
| 2008        | 44. Belgium Ypres Westhoek Rally    | Freddy Loix               | Robin Buysmans       | Peugeot 207 S2000         | ERC, IRC |
| 2009        | 45. Belgium Ypres Westhoek Rally    | Kris Meeke                | Paul Nagle           | Peugeot 207 S2000         | ERC, IRC |
| 2010        | 46. Belgium Geko Ypres Rally        | Freddy Loix               | Frederic Miclotte    | Škoda Fabia S2000         | ERC, IRC |
| 2011        | 47. Geko Ypres Rally                | Freddy Loix               | Frederic Miclotte    | Škoda Fabia S2000         | ERC, IRC |
| 2012        | 48. Belgium Geko Ypres Rally        | Juho Hänninen             | Mikko Markula        | Škoda Fabia S2000         | ERC, IRC |
| 2013        | 49. Geko Ypres Rally                | Freddy Loix               | Frederic Miclotte    | Škoda Fabia S2000         | ERC      |
| 2014        | 50. Geko Ypres Rally                | Freddy Loix               | Johan Gitsels        | Škoda Fabia S2000         | ERC      |
| 2015        | 51. Kenotek Ypres Rally             | Freddy Loix               | Johan Gitsels        | Škoda Fabia R5            | ERC      |
| 2016        | 52. Kenotek by CID LINE Ypres Rally | Freddy Loix               | Johan Gitsels        | Škoda Fabia R5            | ERC      |
| 2017        | 53. Ypres Rally                     | Kevin Abbring             | Pieter Tsjoen        | Peugeot 208 T16           |          |
| 2018        | 54. Renties Ypres Rally             | Thierry Neuville          | Nicolas Gilsoul      | Hyundai i20 R5            |          |
| 2019        | 55. Renties Ypres Rally             | Craig Breen               | Paul Nagle           | Volkswagen Polo GTI R5    |          |
| 2020        | Edición cancelada                   | Edición cancelada         | Edición cancelada    | Edición cancelada         | WRC      |
| 2021        | 57. Renties Ypres Rally Belgium     | Thierry Neuville          | Martijn Wydaeghe     | Hyundai i20 Coupe WRC     | WRC      |
| 2022        | 58. Ardeca Ypres Rally Belgium      | Ott Tänak                 | Martin Järveoja      | Hyundai i20 N Rally1      | WRC      |
| 2023        | 59. Ardeca Ypres Rally              | Adrien Fourmaux           | Alexandre Coria      | Ford Fiesta Rally2        |          |
| 2024        | 60. Ardeca Ypres Rally              | Stéphane Lefebvre         | Xavier Portier       | Hyundai i20 N Rally2      |          |
| [ 3 ] [ 4 ] |                                     |                           |                      |                           |          |

## Máximos ganadores

### Pilotos
| # | Piloto             | Victorias | Años                                                             |
| - | ------------------ | --------- | ---------------------------------------------------------------- |
| 1 | Freddy Loix        | 11        | 1996, 1997, 1998, 1999, 2008, 2010, 2011, 2013, 2014, 2015, 2016 |
| 2 | Gilbert Staepelare | 4         | 1969, 1970, 1972, 1974                                           |
| 2 | Robert Droogmans   | 4         | 1986, 1988, 1989, 1990                                           |
| 2 | Patrick Snijers    | 4         | 1991, 1992, 1993, 1994                                           |
| 3 | "Pedro"            | 2         | 1971, 1973                                                       |
| 3 | Tony Pond          | 2         | 1978, 1980                                                       |
| 3 | Bruno Thiry        | 2         | 2002, 2003                                                       |
| 3 | Thierry Neuville   | 2         | 2018, 2021                                                       |

### Constructores
| # | Piloto  | Victorias | Años                                                                         |
| - | ------- | --------- | ---------------------------------------------------------------------------- |
| 1 | Ford    | 13        | 1969, 1970, 1972, 1974, 1986, 1987, 1988, 1989, 1991, 1992, 1993, 1994, 2023 |
| 2 | Škoda   | 7         | 2010, 2011, 2012, 2013, 2014, 2015, 2016                                     |
| 3 | Toyota  | 6         | 1995, 1996, 1997, 1998, 2000, 2001                                           |
| 4 | Peugeot | 5         | 2002, 2003, 2007, 2008, 2009                                                 |
| 5 | Porsche | 4         | 1975, 1979, 1982, 1984                                                       |
| 5 | Hyundai | 4         | 2018, 2021, 2022, 2024                                                       |
| 6 | Lancia  | 3         | 1977, 1983, 1990                                                             |
| 6 | Renault | 3         | 1985, 2004, 2005                                                             |